# SATI
La Società Anonima Trasporti Internazionali (SATI) nacque grazie ai fratelli Gino e Guido Govigli, di origine pistoiese che dopo aver lasciato la società anonima Lazzi & Govigli (fondata insieme ai loro cugini) che effettuava all'epoca trasporti nel pistoiese fondarono il 15 settembre 1935 la SATI.
In poco tempo la SATI collegò Genova con Portofino, Rapallo, Sanremo e Nizza, con un parco di 50 autobus e 150 dipendenti. Sopravvissuta alla seconda guerra mondiale, già nel 1945 ricominciò i trasporti da e per la Liguria, poi la  SATI costituì a Nizza la Riviera Express e un ufficio estero a Nizza e nel 1954 inaugurò la linea internazionale Genova-Nizza, durante il boom economico allargò il proprio pubblico convenzionandosi con gruppi industriali (ILVA, Servettaz, Scarpa e Basevi) e poi sempre a Nizza venne costituita la SATI France.
Con gli anni sessanta per la SATI si profilò la crisi, dovuta alla diffusione della motorizzazione individuale e all'aumento dei costi di gestione, cui si aggiunsero difficoltà sindacali e il mancato versamento da parte dello Stato di parte dei contributi per gli anni a partire dal 1968.
Nel marzo 1972 la società fece domanda di amministrazione controllata, rifiutata dal Tribunale che dichiarò d'ufficio il fallimento della società. Poco dopo venne costituita dai dipendenti la Cooperativa Dipendenti SATI che continuò in modo molto minore l'attività della SATI. Con accordo del 3 agosto 1974 si stabilì la divisione delle concessioni, dei mezzi e del personale fra tre società attive nei comprensori nei quali la SATI operava:
- Riviera Autolinee;
- Trasporti Pubblici Riviera dei Fiori;
- Azienda Municipalizzata Trasporti.

Le aziende subentrarono alla Cooperativa Dipendenti SATI a partire dal 1º luglio 1975.

## Automezzi
Una lista degli automezzi utilizzati dalla SATI:
- Lancia Omicron
- Bianchi Mediolanum
- Fiat 635
- Alfa Romeo 350
- Alfa Romeo 500
- Lancia 3Ro
- Fiat 626
- Fiat 666
- Fiat 642
- Fiat 682
- Fiat 306
- Fiat 320